# Маргарет Стоъл
Маргарет Стоъл (на английски: Margaret Stohl) е американска писателка, авторка на бестселъри в жанровете фентъзи, приключенски роман и детска литература.

## Биография и творчество
Родена е на 14 ноември 1967 г. в Пасадена, Калифорния, САЩ. Учи в Колежа „Амхърст“ и завършва с бакалавърска степен по английска литература. После учи в Станфордския университет и получава магистърска степен по английска литература. В продължение на 10 години работи като дизайнер, и писател на истории, диалог и ръководства на видео игри в „Activision“, „Westwood Studios“ и „Electronic Arts“, и е съосновател „7 Studios“ заедно със съпруга си.
Получава докторска степен по филология от Йейлския университет. Учи творческо писане при шотландския поет Джордж Макбет в Университета на Източна Англия в Норич. Преподава книгознание в Йейлския университет и поезия на Романтизма в Станфордския университет.
В Лос Анджелис се сприятелява с Ками Гарсия. Идеята за света на съвместната им поредица „Хроники на чародейците“ им хрумва на съвместен обяд. Маргарет обича фентъзи жанра и винаги е искала да напише роман за свръхестественото, а Ками обича историите за американския Юг и иска да напише книга за корените си. Първата книга „Прелестни създания“ е публикувана през 2009 г. и бързо става международен бестселър. През 2013 г. романът е екранизиран във филма „Прелестни създания“ с участието на Вайола Дейвис, Джеръми Айрънс, Ема Томпсън, Еми Росъм, Алис Енглерт и Алдън Еренрайх.
През 2013 г. е издадена първата ѝ самостоятелна книга „Icons“ от едноименната ѝ поредица.
Произведенията на писателката са в списъците на бестселърите. Част от тях са преведени на почти 30 езика и са издадени в над 35 страни по света.
Маргарет Стоъл живее със семейството си в Санта Моника, Калифорния.

## Произведения

### Самостоятелни романи
- Black Widow: Forever Red (2015)
- Royce Rolls (2017)
- Jo & Laurie (2020) – в съавторство с Мелиса де ла Круз
- A Secret Sister (2022) – в съавторство с Мелиса де ла Круз

### Вселената на „Хроники на чародейците“

#### Серия „Хроники на чародейците“ (Beautiful Creatures) – сКами Гарсия
1. Beautiful Creatures (2009)
Прелестни създания, изд.: ИК „Кръгозор“, София (2010), прев. Паулина Мичева
2. Beautiful Darkness (2010)
Прелестен мрак, изд.: ИК „Кръгозор“, София (2011), прев. Паулина Мичева
3. Beautiful Chaos (2011)
Прелестен хаос, изд.: ИК „Кръгозор“, София (2013), прев. Паулина Мичева
4. Beautiful Redemption (2012)
Прелестно изкупление, изд.: ИК „Кръгозор“, София (2013), прев. Паулина Мичева

##### Съпътстващи издания
- Dream Dark (2011)

#### Серия „Хроники на чародейците: Манга“ (Beautiful Creatures: Manga) – с Ками Гарсия
1. Beautiful Creatures: The Manga (2013)

#### Серия „Хроники на чародейците: Неразказаната история“ (Beautiful Creatures: The Untold Story) – с Ками Гарсия
1. The Mortal Heart (2015)
2. The Seer's Spread (2015)
3. Before the Claiming (2015)
4. A Gatlin Wedding (2016)

#### Серия „Опасни същества“ (Dangerous Creatures) – с Ками Гарсия
1. Dangerous Creatures (2014)
2. Dangerous Deception (2015)

##### Съпътстващи издания
- Dangerous Dream (2013)

### Серия „Икони“ (Icons)
1. Icons (2013)
2. Idols (2014)

### Серия „Черната вдовица: Романи“ (Black Widow: Novels)
1. Forever Red (2015)
2. Red Vengeance (2016)

### Серия „Котки срещу роботи“ (Cats vs. Robots)
1. This is War (2018)
2. Now with Fleas! (2019)

### Комикси

#### Серия „Могъщата капитан Марвел“ (The Mighty Captain Marvel)
1. The Mighty Captain Marvel, Vol. 1: Alien Nation (2017) – илюстрации на Рамон Росанас
2. The Mighty Captain Marvel, Vol. 2: Band of Sisters (2017) – илюстрации на Микеле Бандини
3. The Mighty Captain Marvel, Vol. 3: Dark Origins (2018) – илюстрации на Микеле Бандини

#### Серия „Животът на капитан Марвел (2018)“ (The Life of Captain Marvel (2018)) – илюстрации наКарлос ПачекоиХулиан Тедеско
1. The Life of Captain Marvel (2018) #1
2. The Life of Captain Marvel (2018) #2
3. The Life of Captain Marvel (2018) #3
4. The Life of Captain Marvel (2018) #4
5. The Life of Captain Marvel (2018) #5

#### Серия „Спайдърмен ноар (2020)“ (Spider-Man Noir (2020)) – илюстрации наХуан Ферейра
1. Spider-Man Noir (2020) #1
2. Spider-Man Noir (2020) #2
3. Spider-Man Noir (2020) #3
4. Spider-Man Noir (2020) #4
5. Spider-Man Noir (2020) #5

### Разкази
- IV League (2011)
- Death for the Deathless (2012)
- Sirocco (2013)
- Necklace of Raindrops (2013)

### Екранизации

#### Филми
- 2013 Прелестни създания, Beautiful Creatures

#### Видео игри
- 1997 Zork: Grand Inquisitor
- 1998 Apocalypse
- 1998 Dune 2000
- 1998 Command & Conquer: Red Alert – Retaliation
- 1999 Command & Conquer: Tiberian Sun – диалог
- 1999 Slave сюжет
- 2002 Legion: The Legend of Excalibur – история